# Digital Smoke
Albums par J. Wells
The Digital Master 
(2005)
Albums par Kurupt
Same Day, Different Shit
(2006) The Frank and Jess Story
(2008)
Digital Smoke est un album collaboratif de J. Wells et Kurupt, sorti le 5 juin 2007.

## Liste des titres
| No  | Titre                                                     | Contient un (des) sample(s) de                                                                                  | Durée |
| --- | --------------------------------------------------------- | --- | ----- |
| 1.  | Smokestra                                                 | | 0:21  |
| 2.  | All We Smoke                                              | | 3:43  |
| 3.  | I'm Just Sayin' (featuring Tri-Star)                      | | 4:46  |
| 4.  | Get It (featuring Goodie Mob)                             | | 3:38  |
| 5.  | I'm Too Gangsta (featuring Gail Gotti et Styliztik Jones) | | 3:50  |
| 6.  | Summertime (featuring Gail Gotti et Y.A.)                 | Dial My Heart des Boys                                                                                          | 5:09  |
| 7.  | Digital Experience (featuring Big Gipp)                   | | 0:27  |
| 8.  | Smokin' (featuring Y.A. et James DeBarge)                 | | 3:50  |
| 9.  | History (featuring Butch Cassidy)                         | | 0:34  |
| 10. | Weed Types                                                | | 0:34  |
| 11. | Los Angeles (featuring Shorty)                            | | 3:31  |
| 12. | Got Me Going (featuring Knoc-Turn'al)                     | You Really Got Me des Kinks Danger de Blahzay Blahzay                                                           | 3:36  |
| 13. | Itz Nothin'                                               | | 3:05  |
| 14. | I Came in the Door (featuring Kokane)                     | Eric B. Is President d'Eric B. & Rakim 10% Dis de MC Lyte featuring Audio Two I Ain't No Joke d'Eric B. & Rakim | 3:38  |
| 15. | Likwit Smokestra                                          | | 0:29  |
| 16. | Let 'Em Know (featuring Tha Liks)                         | | 4:15  |

| 17. | Power Moves (featuring Styliztik Jones)      |  |
| 18. | Soldiers (featuring Goodie Mob et dead prez) |  |